# Ghillie (chausson)
Pour les articles homonymes, voir Ghillie.

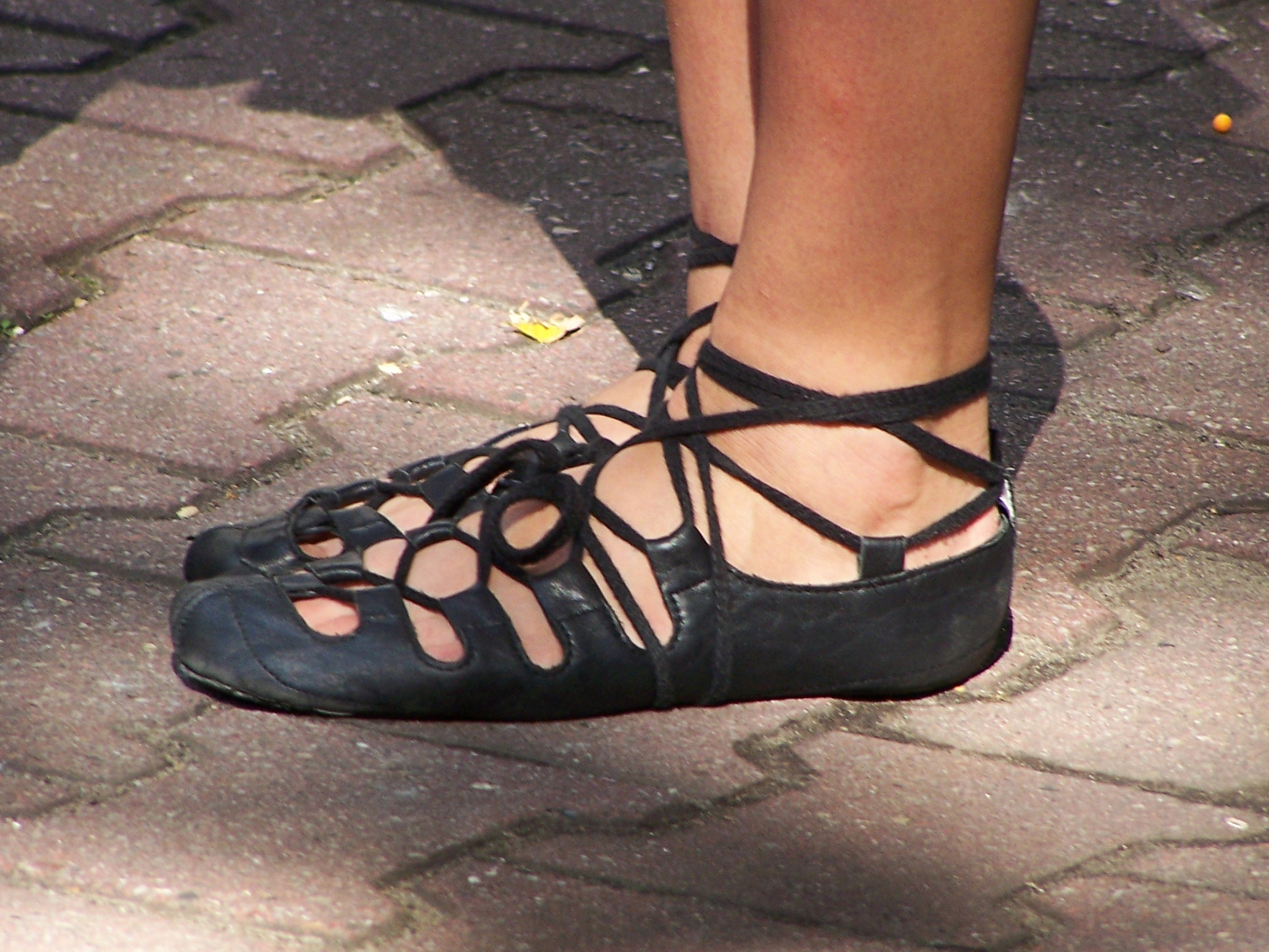
Ghillie.

Les ghillies ou soft shoes sont des chaussons utilisés dans les danses irlandaise et écossaise.
En Irlande, les ghillies ne sont portées que par les femmes, les hommes portant des chaussons proches des chaussons de jazz (reel shoes).
Les ghillies ressemblent un peu aux chaussons de danse classique. Elles sont en cuir très souple, noires. Le dessus est lacé des orteils à la cheville, laissant largement apparaître les chaussettes (ou les bas).